# Jan Kristiansen
Jan Dalgas Kristiansen (født 4. august 1981) er en dansk tidligere fodboldspiller, der senest spillede i FC Roskilde, hvortil han kom i juli 2015 fra FC Vestsjælland. Hans primære position var venstre midtbane, men han er også jævnligt blevet benyttet som central midtbane eller højre back.

## Klubkarriere

### Ungdomsårene
Som helt ung spillede Jan Kristiansen i Ølgod IF, inden han som 13 årig i 1994 rykkede til Esbjerg fB.

### Esbjerg fB
I Jan Kristiansens første sæson som seniorspiller for Esbjerg fB rykkede holdet ned til 1. Divisionen, men spillede sig tilbage til Superligaen året efter, og Kristiansen erobrede en fast plads som venstre midtbane, hvilket ledte til hans kåring som Årets U/21-Talent i 2002. Jan Kristiansen var ligatopscorer i sæsonen 2002/2003 til trods for sin position som midtbanespiller. Efter sæsonen blev han valgt som årets spiller i EfB. I kraft af sin styrke, arbejdsomhed og sit hårde skud med begge ben blev han en vigtig brik for EfB, da det bl.a. blev til bronzemedaljer i 2004. Han var med til at vinde U/21-guldet til EfB i 2004, samt to gange guld ved at vinde det uofficielle indendørs-DM i Brøndby-hallen i både 2005 og 2006.
Jan Kristiansen nåede i sin tid i Esbjerg fB at spille 213 ligakampe på førsteholdet og score 51 mål.

### FC Nürnberg
Jan Kristiansen skrev den 12. januar 2006 under på en kontrakt med Bundesliga-klubben 1. FC Nürnberg. Her fik han i sin første halv-sæson 8 kampe og lavede en assist. I sin første hele sæson i klubben, 2006-07, blev det til 20 kampe i Bundesliga uden scoringer. Til gengæld blev Kristiansen pokalhelt med det afgørende mål på langskud i pokalfinalen 26. maj 2007 mod de nykårede mestre fra VfB Stuttgart, og han sikrede dermed Nürnberg den fjerde pokalsejr i historien. I sin sidste sæson for klubben fik han 19 kampe i Bundesliga, men scoringerne udeblev.

### Brøndby IF
16. juli 2008 skrev Kristiansen under på en 5-årig kontrakt med Brøndby IF.
I Brøndby IF blev han hurtigt populær efter at have scoret sejrsmålet imod ærkerivalerne fra F.C. København, og endte med at vinde bronze med Brøndby i sæsonen 2008-09 hvor han spillede 32 ligakampe, med 7 mål og 8 assists til følge.
2009-10 sæsonen etablerede Jan Kristiansen som en ledende figur i Brøndby IF, da han sikrede bronzemedaljerne med to vigtige mål i sæsonens sidste kamp imod Randers.
2010-11 sæsonen bød på flere bronzemedaljer, men denne gang ikke på baggrund af Jan Kristiansens målnæse. Nul mål og fem assisteringer blev det til i løbet af de 28 kampe han spillede.
Jan Kristiansen stoppede i Brøndby IF ved udgangen af 2012-13-sæsonen.

### FC Vestsjælland
Den 15. juli 2013 tiltrådte Jan Kristiansen i FC Vestsjælland på en kontrakt af et halvt års varighed. Den blev forlænget til ophør i juli 2015.

### FC Roskilde
I FC Roskilde spillede Jan K blandt andet på hold med talenter som Mikkel Thygesen og stjernefrøet Oscar Buch

## International karriere
Jan Kristiansen har spillet 11 A-landskampe samt 3 kampe på U/19-landsholdet, 4 på U/20-landsholdet og 17 kampe på U/21-landsholdet – heraf flere som anfører.